# ألان فليتشير
ألان فليتشير (بالإنجليزية: Alan Fletcher)‏ هو ممثل أسترالي، ولد في 30 مارس 1957 في أستراليا.

## أعمال

### مسلسلات
- جيران

## وصلات خارجية
- ألان فليتشير على موقع IMDb (الإنجليزية)
- ألان فليتشير على موقع ميوزك برينز (الإنجليزية)
- ألان فليتشير على موقع قاعدة بيانات الأفلام السويدية (السويدية)
- ألان فليتشير على موقع ديسكوغز (الإنجليزية)
- ألان فليتشير على موقع قاعدة بيانات الفيلم (الإنجليزية)